# Момелл (Арканзас)
Момелл (англ. Maumelle) — город в округе Пьюласки, штат Арканзас, США. Население — 17 163 человека (по переписи 2010 года). Город расположен к северо-западу от Литл-Рока, граничит с противоположным берегом реки Арканзас и является частью столичного района Литл-Рок.

## История
Момелл был основан Джессом Одом при федеральной поддержке Закона о росте городов и развитии новых сообществ.

## География
По данным Бюро переписи населения США, город имеет общую площадь 31,2 км², 23 км² — это земля и 1,3 км² (5,07%) — вода.

## Демография
| 1990 | 2000  | 2010  |
| ---- | ----- | ----- |
| 6714 | 10557 | 17163 |

По данным переписи населения 2010 года население города составляет — 17 163 человека, создано 6531 домашних хозяйств и 3174 семьи.
Расовый состав: 
- 82,9% — белые
- 12,1% — афроамериканцы
- 2,3% — азиаты
- 0,40% — коренные американцы
- 0,01% — жители Океании
- 1,77% —латиноамериканцы

## Достопримечательности
В Маумеле есть два рекреационных озера, озеро Виллаштайн и озеро Валенсия, оба окруженные парками, велосипедными дорожками и деревянными мостами. На обоих озерах доступны пикники и рыбалка. Также открыт Мемориал ветеранов Момелла, официально открыт 8 апреля 2006 года и расположен на берегу озера Вилластейн.
В городе одна из самых обширных муниципальных систем велосипедных дорожек в Арканзасе (13 миль).
Мост Биг-Дам длиной 4226 футов (1288 м), второй по длине пешеходный мост в Соединенных Штатах, официально открыт 30 сентября 2006 года.

## Инфраструктура

### Водоснабжение
Вода в Момелле предоставляется компанией Central Arkansas Water с 1 марта 2016 года.

## Известные уроженцы
Дрю Смили — питчер Главной лиги бейсбола, член команды "Сиэтл Маринерс".